# یواس‌اس بجر (اف‌اف-۱۰۷۱)
یواس‌اس بجر (اف‌اف-۱۰۷۱) (به انگلیسی: USS Badger (FF-1071)) یک کشتی بود که طول آن 438 ft (133.5 m) بود. این کشتی  در سال ۱۹۶۸ ساخته شد.